# IC 289
IC 289 je planetarna maglica u zviježđu Kasiopeji. Izgleda malom. Otkrio ju je Lewis A. Swift prvih tjedana rujna 1888. godine. Jednostavno se može prepoznati jer se nalazi kod zvijezde magnitude 10 BD + 60 0631. N.J. Martin je opisao ovu maglicu riječima: "Lijep, okrugao plant kao planetarna maglica. Jednoliki ovalni disk pokazuje neke nepravilnosti u sjajnosti, no očigledno je sjajniji na rubu."

## Vanjske poveznice
- http://observing.skyhound.com/archives/oct/NGC_289.html
- http://www.noao.edu/outreach/aop/observers/ic289.html  Arhivirana inačica izvorne stranice od 10. rujna 2011. (Wayback Machine)